# Syzygium confusum
Syzygium confusum är en myrtenväxtart som först beskrevs av Carl Ludwig von Blume, och fick sitt nu gällande namn av Reinier Cornelis Bakhuizen van den Brink. Syzygium confusum ingår i släktet Syzygium och familjen myrtenväxter. Inga underarter finns listade i Catalogue of Life.